# Layoutentwurf (Elektrotechnik)

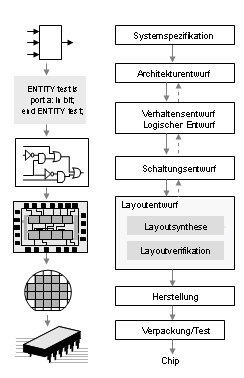

Unter Layoutentwurf einer elektronischen Schaltung (integrierter Schaltkreis, Multi-Chip-Modul, Leiterplatte) versteht man das Erstellen und die Verifikation der geometrischen Anordnung der Zellen bzw. Bauelemente und ihrer Verbindungen. Die Verifikation innerhalb des Layoutentwurfs umfasst im Allgemeinen die Prüfung des entworfenen Layouts auf Einhaltung aller technologischen und elektrischen Regeln.

## Layouterstellung (Layoutsynthese)
Bei der Erstellung des Schaltungslayouts überführt man unter Nutzung von Bibliotheks- und Technologie-Informationen die Netzliste einer Schaltung in ihre reale geometrische Darstellung. Dabei werden alle Schaltungselemente (Zellen/Gatter, Makrozellen, Transistoren usw.) in ihrem geometrischen Abbild (Form, Abmessung, Ebenenzuordnung) dargestellt und ihre räumliche Anordnung (Platzierung) sowie die konkreten Verbindungsstrukturen (Verdrahtung) zwischen ihnen ermittelt. Im Ergebnis liegt die Layoutdarstellung der Schaltung vor, die nach einer Layoutverifikation zur Herstellung der Baugruppe (Schaltkreis, Multi-Chip-Modul, Leiterplatte) genutzt wird.
Aufgrund ihrer Komplexität wird die Layouterstellung in einzelne Teilabschnitte unterteilt. Beim digitalen Schaltkreis- bzw. Chipentwurf ist es üblich, folgende Schritte durchzuführen:
- Partitionierung
- Floorplanning
- Platzierung
- Global- und Feinverdrahtung
- ggf. Kompaktierung.

Wesentliche Schritte bei Leiterplatten sind die Platzierung der Bauelemente und die Leiterplattenentflechtung.
Die automatisierte Layouterstellung bei integrierten Schaltkreisen wird oft als Layoutsynthese bezeichnet.

## Layoutverifikation
An die Layouterstellung schließt sich eine umfassende Verifikation des Layouts an.

### Realisierbarkeit
Beim DRC (Design Rule Check) verifiziert man die technologische Realisierbarkeit des Layouts, indem die Einhaltung der technologisch bedingten Entwurfsregeln in der Layoutdarstellung kontrolliert wird.

### Elektrische Korrektheit
Ebenfalls zur Verifikation des Schaltungslayouts dient die Extraktion, bei der Layoutinformationen zur Verifikation aufbereitet werden.
So lässt sich z. B. aus dem Layout eine Netzliste extrahieren, welche man anschließend beim LVS (Layout Versus Schematic) mit der aus dem Schaltplan abgeleiteten (ursprünglichen) Netzliste auf Gleichheit prüft, um die elektrische Korrektheit des Layouts festzustellen.
Bei der Parameter- bzw. Parasitenextraktion werden aus den geometrischen Eigenschaften der Layoutstrukturen deren elektrische Parameter abgeleitet, um sie dann unter Einschluss der Netzliste zur Validierung der elektrischen Eigenschaften des Schaltungslayouts zu benutzen.

### Elektrische Funktionstüchtigkeit
Beim ERC (Electrical Rule Check) prüft man die elektrische Funktionstüchtigkeit des Layouts, wie z. B. die Einhaltung eines maximalen Widerstandswertes zwischen zwei Netzanschlüssen.

## Vom Layout zur integrierten Schaltung
Die Layoutinformationen werden, oft in Form von GDSII- oder OASIS-Daten, an die den Schaltkreis fertigende Einrichtung, die Fab oder Foundry, übergeben. Dieser Vorgang wird noch heute als Tape out bezeichnet, obwohl die Datenübertragung nicht mehr wie früher mittels Magnetband stattfindet.
Dazu werden zunächst in einem Maskenwerk die lagenspezifischen Layoutinformationen in photolithographischen Masken umgesetzt. Diese Masken dienen in der Fab zur Belichtung des Photolacks auf dem Silizium in technologisch genau definierten Abbildungsschritten des Layouts. Mittels der photolithographischen Masken lassen sich somit Flächen auf dem Silizium definieren, wo Materialien aufgetragen, verändert oder abgetragen werden sollen.
Dabei werden auf einer Siliziumscheibe, dem Wafer, viele integrierte Schaltungen parallel hergestellt. Die einzelnen noch unverpackten Schaltungen, die Dies oder Nacktchips, werden auf dem Wafer (vor-)getestet und als „gut“ oder „schlecht“ gekennzeichnet.
Abschließend wird der Wafer in die einzelnen Dies zersägt. Die als „gut“ gekennzeichneten Dies werden in einem Schaltkreisgehäuse angeschlossen und verpackt.

## Vom Layout zur Leiterplatte
Ergebnis des Layoutentwurfs sind für die Leiterplattenherstellung  die Gerber-Dateien. Diese beschreiben für jede Lage (engl. Layer) die Koordinaten der Polygone, welche die Leiterzüge definieren, sowie die der Blenden (engl. Apertures) für den Fotoplotter. Zusätzlich werden für die Fertigung noch Dateien benötigt, die die Position und den Durchmesser der Bohrungen und die Koordinaten der Leiterplattenkontur oder von Ausfräsungen beschreiben. Diese sind werkzeugabhängig.
Vor der Fertigung werden meist mehrere Leiterplatten zu einem Los zusammengefasst, um die bei der Produktion zur Verfügung stehende Leiterplattenfläche bestmöglich auszunutzen.